# HMS Aurora (1936)
HMS Aurora – brytyjski krążownik lekki typu Arethusa, w służbie Royal Navy w latach 1937–1948. Odznaczył się głównie w działaniach II wojny światowej na Morzu Śródziemnym i w obronie Malty. Okręt nosił numer taktyczny: 12. Po wojnie służył w marynarce Republiki Chińskiej pod nazwą Chongqing, następnie jako okręt szkolny w marynarce Chińskiej Republiki Ludowej pod różnymi nazwami do lat 60. Był to dziesiąty brytyjski okręt o tej nazwie, którą nosiły też okręty innych państw.

## Budowa
Krążownik lekki „Aurora”, noszący tradycyjne w marynarce brytyjskiej Royal Navy imię bogini Aurory z mitologii rzymskiej, był ostatnim, czwartym okrętem z serii niewielkich lekkich krążowników typu Arethusa. Były one zaprojektowane jako relatywnie słabsze lekkie krążowniki, przewidywane głównie do walki z niszczycielami i wsparcia własnych niszczycieli. Okręt zamówiono 1 marca 1935 w ramach programu finansowego z 1934 roku. Budowę rozpoczęto w stoczni Portsmouth Dockyard w Portsmouth 23 lipca 1935, zwodowano go 20 sierpnia 1936, a wszedł do służby 9 listopada 1937. Matką chrzestną była żona admirała Johna „Jackie” Fischera. Koszt budowy wyniósł ok. 1.250.000 funtów.
„Aurora” była wyposażona jako okręt flagowy i różniła się od swoich okrętów bliźniaczych brakiem katapulty i wodnosamolotu, zastąpionych przez dodatkową nadbudówkę z pomieszczeniami sztabowymi (w 1940 zdemontowaną i zastąpioną przez działka przeciwlotnicze 40 mm).

## Służba brytyjska

### Działania na Morzu Północnym i Atlantyku 1939–1941
„Aurora” przed wojną służyła jako okręt flagowy niszczycieli brytyjskiej Floty Metropolii (Home Fleet), bazując w chwili wybuchu wojny w Scapa Flow. Po wybuchu wojny, okręt w składzie 18. Eskadry Krążowników, a od 10 listopada 1939 – 2. Eskadry, brał udział w działaniach na Morzu Północnym. Pierwszy rejs bojowy miał miejsce w dniach 6-10 września 1939, w składzie zespołu okrętów liniowych HMS „Rodney” i „Nelson” poszukującego bezskutecznie niemieckiej floty na Morzu Północnym. 22 września „Aurora” wyszła z krążownikami HMS „Southampton”, „Glasgow” i „Sheffield” oraz niszczycielami 7. Flotylli na ofensywny patrol w Kattegacie, przerwany po kolizji niszczycieli HMS „Javelin” i „Jersey”. 25 września po raz pierwszy była atakowana przez lotnictwo i odniosła powierzchowne uszkodzenia od bliskich wybuchów. Od 23 do 27 listopada 1939 uczestniczyła w bezowocnych poszukiwaniach między Szetlandami a Orkadami niemieckich pancerników „Scharnhorst” i „Gneisenau”, które zatopiły wcześniej krążownik pomocniczy HMS „Rawalpindi”.
Przed niemieckim atakiem na Norwegię, „Aurora” wyszła w morze 7 kwietnia z głównymi siłami floty, poszukując bezskutecznie niemieckich okrętów płynących w stronę Norwegii. 9 kwietnia 1940 „Aurora” uratowała 194 rozbitków z niszczyciela HMS „Gurkha”, walcząc z atakami lotnictwa. Między 12 a 14 kwietnia „Aurora” dowiozła do Norwegii dowódcę wojsk sojuszniczych w północnej Norwegii, adm. Williama Boyle’a (lorda Cork i Orrery), będąc wówczas jego okrętem flagowym. Następnie działała w rejonie Narwiku, wspierając operacje lądowe. Między innymi, 24 kwietnia 1940, wraz z pancernikiem HMS „Warspite”, krążownikami HMS „Effingham” i „Enterprise” i niszczycielem „Zulu”, ostrzeliwała niemieckie pozycje w Ofotfjordzie przed planowanym desantem w Narwiku, który jednak odwołano z uwagi na warunki atmosferyczne, uniemożliwiające skuteczne wsparcie (zespół był osłaniany przez 9 innych niszczycieli, m.in. polskie OORP „Grom” i „„Błyskawica”). 1 maja wspierała z kolei brytyjską piechotę w Ankenes z pancernikiem HMS „Resolution” i HMS „Effingham”, a 4 maja w Beisfiordzie z „Resolution” Tego dnia uratowała też 4 rozbitków zatopionego ORP „Grom”. 7 maja 1940 podczas nalotu niemieckiego, „Aurora” została uszkodzona trafieniem bomby 250 kg, która wyłączyła z akcji wieże dziobowe (w nalocie tym powierzchowne uszkodzenia odniosła też „Błyskawica”). Mimo to, 13 maja wspierała desant w rejonie Bjerkvik, przewożąc też francuskich żołnierzy na pokładzie, a 14 maja ostrzeliwała Narwik. 25 maja okręt został wycofany z Norwegii do remontu w Anglii, trwającego do 28 czerwca. Przy tym wzmocniono jej lekkie uzbrojenie przeciwlotnicze, instalując dwa poczwórne działka 40 mm pom-pom.
„Aurora” następnie prowadziła służbę patrolową, głównie między Islandią a Wyspami Owczymi oraz konwojową. W kwietniu 1941 wyposażono ją w radary. Pod koniec maja 1941 wzięła udział w poszukiwaniach niemieckiego pancernika „Bismarck”, osłaniając lotniskowiec HMS „Victorious”. W ramach operacji przeciw niemieckim okrętom zaopatrzeniowym dla „wilczych stad” U-Bootów, 3 czerwca 1941 krążowniki HMS „Aurora” i „Kenya” odnalazły i zatopiły między Grenlandią a Labradorem niemiecki zbiornikowiec zaopatrzeniowy „Belchen” (6367 BRT).
W lecie 1941 krążowniki HMS „Aurora” i „Nigeria” oraz niszczyciele „Punjabi” i „Tartar” sformowały Zespół K, pod dowództwem kadm. Philipa Viana, do działań w Arktyce. W dniach 27 lipca – 6 sierpnia odbyły one pierwszy rajd na Spitsbergen, a od 19 sierpnia do początku września przeprowadziły operację ewakuacji i zniszczenia stacji meteorologicznej i kopalni na Spitsbergenie (operacja Gauntlet). 7 września „Aurora” i „Nigeria” przechwyciły u wybrzeża norweskiego mały konwój niemiecki, topiąc eskortujący go szkolny okręt artyleryjski „Bremse”, uzbrojony w 4 działa 127 mm, którego walka jednak umożliwiła dwóm transportowcom ukrycie się w fiordzie.

### Działania na Morzu Śródziemnym 1941–1942 (Malta)
Następnie „Aurora”, pod dowództwem kmdra Williama Agnew, została okrętem flagowym nowego Zespołu K (Force K), w skład którego weszła bliźniacza „Penelope” i niszczyciele HMS „Lance” i „Lively”. 12 października zespół wyszedł ze Scapa Flow i przez Gibraltar dotarł 21 października na Maltę, dowożąc tam zaopatrzenie. Okręty Zespołu K następnie bazowały w Valletcie na Malcie, podejmując stamtąd aktywne działania przeciw niemieckiej i włoskiej komunikacji morskiej z wojskami w Afryce Północnej. Po dwóch bezowocnych próbach napotkania wrogich konwojów, po północy 9 listopada okręty Zespołu K przechwyciły włoski konwój „Beta” („Duisburg”), osłaniany bezpośrednio przez 6 niszczycieli, a w dalszej eskorcie przez 2 krążowniki ciężkie. „Aurora” wzięła udział w zatopieniu wszystkich 7 statków konwoju („Duisburg”, „San Marco”, „Maria”, „Sagitta”, „Rina Corrado”, „Conte di Misurata”, „Minatitlan”) oraz uszkodziła niszczyciele „Grecale”, „Euro” i „Maestrale” (HMS „Penelope” zatopiła niszczyciel „Fulmine”). Podczas kolejnej operacji Zespołu K przeciw konwojowi, 24 listopada 1941 „Aurora” nie wzięła udziału w walce, która zakończyła się przed jej nadpłynięciem.
1 grudnia 1941 w nocy „Aurora” odegrała główną rolę w akcji Zespołu K zakończonej zatopieniem włoskiego statku „Adriatico”, a następnie w dzień wzięła udział w zatopieniu włoskiego niszczyciela „Alvise da Mosto” i eskortowanego przez niego uszkodzonego tankowca „Iridio Mantovani” (10.540 BRT) 75 mil na północ od Trypolisu.
17 grudnia Zespół K wyszedł na spotkanie transportowca „Breckonshire” idącego z Aleksandrii, który doprowadził na Maltę, przy czym istniała groźba starcia z głównymi siłami włoskimi, do czego jednak nie doszło z obawy Włochów przed nocnym starciem. 18 grudnia Zespół K wyszedł z krążownikiem HMS „Neptune” w celu przechwycenia włoskiego konwoju. 19 grudnia o 1.06 w nocy HMS „Neptune”, a o 1.08 „Aurora”, weszły na miny, postawione w czerwcu przez Włochów, ok. 20 mil morskich od Trypolisu. Uszkodzona „Aurora” zdołała powrócić na Maltę w eskorcie niszczycieli, podczas gdy „Neptune” wszedł na trzy dalsze miny i zatonął. Na minę wpadł także niszczyciel „Kandahar”. Po niezbędnych naprawach na Malcie, „Aurora” została 29 marca 1942 wysłana na remont do Liverpoolu w Anglii, trwający od 6 kwietnia do 30 czerwca 1942.

### Działania na Morzu Śródziemnym 1942-1946
W październiku 1942 „Aurora” powróciła na Morze Śródziemne, tym razem wchodząc w skład 12. eskadry krążowników Zespołu H w Gibraltarze. W dniach 28-30 października osłaniała lotniskowiec HMS „Furious” w ostatniej z operacji dowozu myśliwców na Maltę (operacja Train). W ramach operacji Torch – desantu w koloniach francuskich w Północnej Afryce podległych rządowi w Vichy, 8 listopada 1942 „Aurora” weszła w skład sił osłaniających desant w Oranie. Wobec niepowodzenia szybkiego opanowania portu i oporu Francuzów, „Aurora” ostrzeliwała cele lądowe i zniszczyła podejmujące walkę francuskie niszczyciele „Tramontane” i „Tornade”, które następnie wyrzuciły się na brzeg oraz lekko uszkodziła niszczyciel „Typhon”. „Tornade” odpalił salwę torped, lecz niecelnie. Według niektórych źródeł, krążownik sam został lekko uszkodzony przez ogień baterii nadbrzeżnych. Podczas kolejnej próby przeciwakcji francuskiej 9 listopada, „Aurora” wraz z innymi okrętami ciężko uszkodziła wielki niszczyciel „Épervier” (wyrzucony na brzeg) oraz zmusiła do powrotu do portu „Typhon” (samozatopiony następnie w porcie, zdobytym 10 listopada).
Pod koniec 1942, „Aurora” weszła w skład 12. Eskadry Krążowników nowo sformowanego Zespołu Q, bazującego w porcie Bon w Algierii. Podczas pierwszej akcji zespołu 2 grudnia 1942 po północy „Aurora”, krążowniki przeciwlotnicze HMS „Sirius” i „Argonaut” i 2 niszczyciele przechwyciły włoski konwój koło przylądka Bon. Podczas nocnej bitwy koło Ławicy Skerki „Aurora” zatopiła włoski niszczyciel „Folgore”. Ponadto, poważnie uszkodzono niszczyciel „Nicoloso da Recco” i uszkodzono torpedowiec „Procione”. Po rozproszeniu eskorty, brytyjskie okręty zatopiły wszystkie cztery4 statki konwoju („Aventino” 3794 BRT, „Puccini” 2422 BRT, „Aspromonte” 976 BRT i KT 1850 BRT), tracąc jednak niszczyciel HMS „Quentin” następnego dnia na skutek ataków lotnictwa.
„Aurora” brała następnie udział w osłonie desantu na Pantellerii (operacji Corkscrew) – 8 czerwca 1943 wraz z innymi okrętami ostrzeliwała włoskie pozycje na wyspie, a podczas desantu 11 czerwca, na jej pokładzie znajdował się głównodowodzący wojskami na zachodnim obszarze działań, gen. Dwight Eisenhower. 12 czerwca ostrzeliwała z 3 krążownikami i 6 niszczycielami pozycje na wyspie Lampedusa. 20 czerwca okręt odwiedził król Jerzy VI, przybywający na Maltę. Następnie, „Aurora” wchodziła w skład sił osłony operacji Husky – desantu na Sycylię 10 lipca 1943, po czym w lipcu i sierpniu wspomagała walczące wojska lądowe ostrzeliwując cele nabrzeżne we Włoszech, często razem z bliźniaczym krążownikiem HMS „Penelope”, wchodzącym od stycznia w skład Zespołu Q. Po wystąpieniu Włoch z wojny, 9 września 12. Eskadra Krążowników (HMS „Penelope”, „Aurora” i 4 inne jednostki) wysadziła desant 1. Dywizji Spadochronowej w Tarencie (operacja Slapstick). Od 14 września „Aurora” wspierała wojska walczące pod Salerno. Następnie razem z 12. eskadrą brała udział w niepomyślnej dla aliantów kampanii na wyspach Morza Egejskiego (10 października komandora Agnew na stanowisku dowódcy zmienił kmdr Geoffrey Barnard). 20 października z greckim niszczycielem ostrzeliwała cele na Rodos. 30 października „Aurora” została zbombardowana przez bombowce nurkujące Junkers Ju 87, otrzymując trafienie bombą 500 kg za drugim kominem, która zniszczyła jej artylerię przeciwlotniczą. Zginęło przy tym 46 członków załogi. Krążownik był następnie remontowany w Aleksandrii i Tarencie.
W kwietniu 1944 okręt powrócił do służby, patrolując i osłaniając konwoje na Morzu Śródziemnym. Wchodził w skład zespołu wsparcia desantu alianckiego w południowej Francji 15 sierpnia 1944. Następnie od września 1944 działał ponownie wśród zajętych przez Niemców wysp Morza Egejskiego. 5 października 1944 razem z niszczycielem HMS „Catterick” wysadził i wspierał desant na wyspie Levita (gr.: Λέβιθα). W połowie października wspierał operację wysadzenia desantu w Atenach. W dniach 25-26 października „Aurora” z niszczycielami ostrzeliwała Milos, a 4 grudnia Rodos. Od początku 1945 do marca 1946 okręt w składzie 15. eskadry krążowników służył na wodach Grecji, w ramach operacji, w czasie której armia brytyjska walczyła z lewicowymi, republikańskimi partyzantami z ELAS. Między lipcem a październikiem 1945 był remontowany na Malcie. 17 kwietnia 1946 okręt został wycofany ze służby w Portsmouth.
Podczas służby okręt otrzymał 9 wyróżnień bojowych (battle honours): za Norwegię 1940, operację przeciw Bismarckowi 1941, konwoje maltańskie 1941, Morze Śródziemne 1941-1943, Afrykę Północną 1942-1943, Sycylię 1943, Salerno 1943, Morze Egejskie 1943-1944 i Południową Francję 1944.
Dowódcy:
- 1938-1940 – kmdr Gervase Middleton
- 22 stycznia 1940 – kwiecień 1940 – kmdr Louis Hamilton
- 2 października 1940 – październik 1943 – kmdr William Agnew
- od października 1943 – Geoffrey Barnard

## Służba chińska
W 1948 „Aurora” została sprzedana marynarce Republiki Chińskiej. Przekazanie okrętu miało miejsce 19 maja 1948 w Portsmouth, lecz chiński dowódca Deng Zhaoxiang i załoga objęli go dopiero 10 czerwca na Malcie, w drodze okrętu do Chin. Okręt otrzymał nazwę „Chongqing” (inne spotykane warianty nazwy to ”Chung King”, „Chun Tsin”, „Chungking”, „Tchoung King”, „Tchunking”). Brak jest dokładnych informacji o jego dalszej służbie, lecz uczestniczył w walkach rządowych sił kuomintangu z armią komunistyczną, jako największa jednostka floty chińskiej. Między innymi jesienią 1948 ostrzeliwał pozycje 4. kolumny 2. Armii Narodowo-Wyzwoleńczej Armii Chińskiej (późniejszego 41. Korpusu), powodując spore straty w ludziach. 2 marca 1949 krążownik jednak wyszedł z Szanghaju, po czym jego załoga zdała okręt siłom komunistycznym w Weihai (inne dane: 25 lutego). Istnieją różne wersje dotyczące przebiegu buntu, według jednej inicjatorem był sam dowódca, który później w 1955 stał się wiceadmirałem floty Chin ludowych.
Już 19 marca 1949 okręt został na rozkaz Czang Kaj-szeka zbombardowany w porcie Dagu w Zatoce Liaotuńskiej przez kuomintangowskie ciężkie bombowce B-24, po czym przewrócił się i zatonął na głębokości 11 m (istnieje też mniej wiarygodna propagandowa wersja, że okręt zatopili w porcie komuniści, żeby go uratować od zniszczeń). Okręt został później w 1951 podniesiony przy udziale radzieckich specjalistów z EPRON. Następnie w marynarce ChRL otrzymał nazwę „Huanghe” (inny wariant: „Hsuang Ho”), zmienioną jeszcze w 1951 na „Beijing” (”Pei Ching”), a w 1958 na „Guangzhou” (”Kuang Chou”). Mimo to zrezygnowano z remontu jako nieopłacalnego, także z powodu nietypowych mechanizmów w porównaniu z okrętami pochodzenia radzieckiego. Część mechanizmów zdemontowano i wykorzystano do celów przemysłowych, zaś część wyposażenia przejęli Rosjanie. Od 1955 okręt służył jako stacjonarny hulk szkolny w Szanghaju, prawdopodobnie złomowany w 1966.

## Modernizacje
- czerwiec 1940
  - dodano dwa poczwórnie sprzężone działka 40 mm Vickers Mk VIII pom-pom i wyrzutnię niekierowanych przeciwlotniczych pocisków rakietowych UP
- kwiecień-maj 1941
  - zamontowano radary typu 290 i 284 (kierowania ogniem)
- przed sierpniem 1941
  - dodano 5 pojedynczych działek plot 20 mm Oerlikon, zdemontowano nieefektywne wyrzutnie pocisków UP
- 23 grudnia 1941-czerwiec 1942
  - dodano dwa pojedyncze działka plot 20 mm w miejsce wkm-ów 12,7 mm, zamontowano radary typów 285 (kierowania ogniem), 273 i 281 (zamiast 290), zdemontowano główny dalmierz, zmodyfikowano maszty.
- listopad 1943 – kwiecień 1944
  - dwa pojedyncze działka 20 mm zamieniono na dwa podwójne stanowiska.

Opis okrętu i szczegółowe dane – zobacz krążowniki lekkie typu Arethusa (1932)

## Dane techniczne
Uzbrojenie i wyposażenie:
- 6 dział kalibru 152 mm Mk XXIII w wieżach dwudziałowych Mk XXI (3xII).
  - długość lufy L/50 kalibrów (7620 mm), donośność maksymalna 23 300 m, kąt podniesienia 60°, masa pocisku 50,8 kg, zapas amunicji – 200 na działo.
- 8 dział uniwersalnych 102 mm Mk XVI w stanowiskach dwudziałowych Mk XIX (4xII)
- 8 działek przeciwlotniczych 40 mm Vickers Mk VIII w poczwórnych stanowiskach Mk VII (pom-pom) (2xIV – od 1940)
- 7 działek przeciwlotniczych 20 mm Oerlikon (7xI) (od 1941)
- 8 wkm 12,7 mm plot (2xIV) (do 1941)
- 6 wyrzutni torpedowych 533 mm TR Mk IV dla torped Mk IX (2xIII)

Opancerzenie:
- pas burtowy: 57 mm
- pokład pancerny: 25,4 mm
- przednia i tylna gródź cytadeli pancernej: 25,4 mm
- komory amunicyjne: 76–51 mm i 25,4 mm
- wieże: 25,4 mm
- barbety: 19 mm
- masa: 618 t.